# Béla Kiss

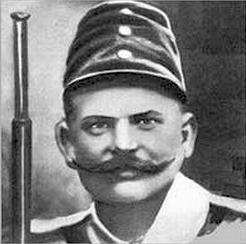
Béla Kiss

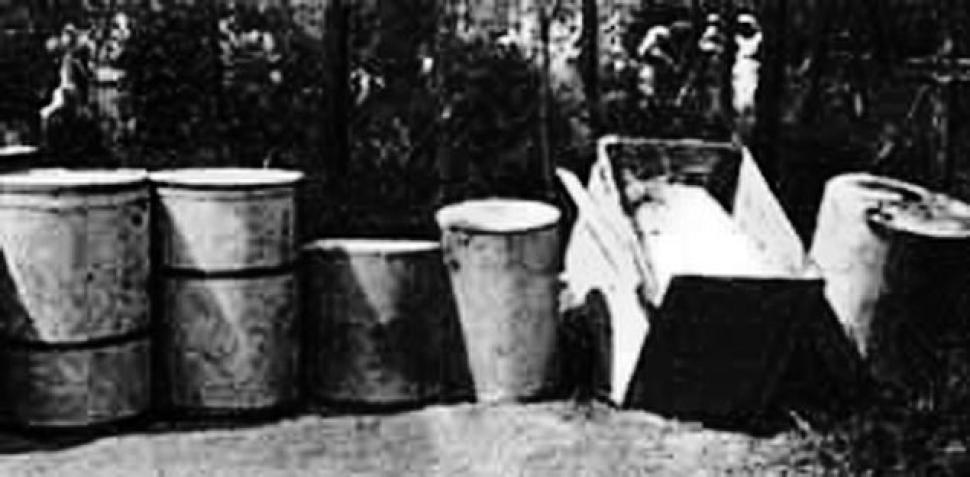
Beczki w których Béla Kiss przechowywał ciała swoich ofiar

Béla Kiss (ur. 28 lipca 1877 w Izsák, zm. ?) – węgierski seryjny morderca zwany Potworem z Cinkoty. Zamordował 32 kobiety.
W 1900 roku Kiss wynajął w Cinkocie (dziś część Budapesztu) dom. Miał 23 lata i podobał się okolicznym pannom, ale Kiss od zawsze twierdził, że odpowiednia dla niego kobieta musi pochodzić z Budapesztu. Często zamieszczał ogłoszenia matrymonialne w stołecznej prasie. Kobiety chętnie odpowiadały na ogłoszenia i przyjeżdżały do jego domu. 
W 1914 roku został powołany do wojska i wyjechał na serbski front. 2 lata później do Cinkoty przyjechał właściciel domu, którego najemcą był Kiss. Na tyłach domu znalazł on kilka metalowych beczek. Gdy otworzył jedną z nich, poczuł silny fetor rozkładającego się ciała. Natychmiast zatelegrafował na policję do Budapesztu. Po przeszukaniu posesji okazało się, że zwłoki są dosłownie wszędzie – w ogrodzie, w piwnicy i innych zakamarkach domu. Każda ofiara, nawet ta już pogrzebana, została zakonserwowana w alkoholu drzewnym. W sumie znaleziono 32 ciała – wszystkie wciąż były do rozpoznania. W tajnym pokoju Kissa znaleziono wiele paczek z ofertami matrymonialnymi od kobiet. Znaleziono też wiele książek z opisami trucizn i metodami ich przygotowywania. Przerażające było to, że nikt nie zorientował się, że coś się dzieje. Gospodyni Kissa mówiła, że kobiety przyjeżdżały do niego z Budapesztu i niekiedy zostawały z nim na kilka dni, ale nie obchodziło jej, co on robił z nimi całymi nocami.
Na front posłano nakaz aresztowania Kissa. W 1916 roku detektywi otrzymali wiadomość, że Kiss zmarł rok wcześniej na tyfus gdzieś w Serbii. Niedługo potem ktoś stwierdził, że Kissa widziano w centrum Budapesztu. Przez najbliższe lata węgierska policja otrzymywała wiele wiadomości o Kissie. Wielu nigdy nie potwierdzono. Jedni mówili, że zmarł w Turcji, inni, że siedzi w rumuńskim więzieniu za włamanie. W 1936 ktoś widział go podobno w Nowym Jorku, gdzie rzekomo pracował jako budowlaniec. Gdy policja zjawiła się tam, by to sprawdzić, okazało się, że ten właśnie mężczyzna został zwolniony. Bela Kiss nigdy nie został schwytany i nie odpowiedział za swe zbrodnie.